# Johannes von Dorsten
Johannes von Dorsten (* um 1420 in Dorsten; † 3. Januar 1481 in Erfurt; eigentlich Johannes Bauer, auch Johannes de Dorsten) war ein deutscher Theologe und Augustinermönch.

## Leben
Johannes von Dorsten immatrikulierte sich im Sommer 1437 an der Universität Köln. Im Sommersemester 1454 war er an der Universität Erfurt, wo er im Herbst 1455 Baccalaureus Artium und an Epiphanias 1458 Magister Artium wurde. Am 2. Mai 1459 trat er in den Augustinerkonvent ein, wurde 1461 zum Priester geweiht und schloss anschließend sein Theologiestudium mit der Promotion zum Dr. theol. am 14. Oktober 1465 ab. Später war er Universitätsprofessor der Augustinereremiten an der Universität Erfurt in der Nachfolge von Heinrich Ludowicis. 1464 wurde er zum Provinzial des Ordens der Augustiner-Eremiten in Thüringen und Sachsen ernannt. In dieser Funktion nahm er als Abgeordneter im Juni 1470 am Generalkapitel zu Bologna teil. Im selben Jahr löste ihn Heinrich Modege als Provinzial ab, und er konnte wieder seinen Aufgaben als Professor nachgehen. 1480 trat er nochmal als Visitator der Augustinerklöster in Süddeutschland in Erscheinung.
Er war u. a. theologischer Lehrer von Johannes von Paltz (1455–1511).

## Werke
Auswahl theologischer Schriften
- Tractatus de celebratione missarum. [Enth:] De sacramento eucharisticae ex tractatu Albert Magni aliqua (Erfurt 1488; Digitalisat).
- Tractatus sive Collatio synodalis de statutis ecclesiarum (Erfurt 1489; Gutachten in der Angelegenheit des Johann von Lutrea).
- Determinatio de cruore miraculoso J. Ch. asservato in monasterio Gotterensi (posthum, Leipzig 1510).

Auswahl geschichtswissenschaftlicher Schriften
- Chronica imperatorum Romanorum ab initio aerea Christianae ad annum Christi MCCCCLXXVII (1477).